# Samarkand Challenger 2005
Il Samarkand Challenger 2005 è stato un torneo di tennis facente parte della categoria ATP Challenger Series nell'ambito dell'ATP Challenger Series 2005. Il torneo si è giocato a Samarcanda in Uzbekistan dal 15 al 20 agosto 2005 su campi in terra rossa.

## Vincitori

### Singolare
Boris Pašanski ha battuto in finale  Vasilīs Mazarakīs con il punteggio di 6–3, 6–2

### Doppio
Ivan Cerović /  Petar Popović hanno battuto in finale  Aleksej Kedrjuk /  Orest Tereščuk con il punteggio di 6–3, 6–0